# Telenomus quaintancei
Telenomus quaintancei är en stekelart som beskrevs av Girault 1906. Telenomus quaintancei ingår i släktet Telenomus och familjen Scelionidae. Inga underarter finns listade i Catalogue of Life.